# Лос Пикос
„Лос Пикос“ (от pico, връх) е национален парк в Испания, основан на 22 юли 1918 г., въпреки че по това време той включва само малка част от сегашната територия на парка (западният масив). Съвременният парк е създаден на 30 май 1995 г. и неговата площ възлиза на 64 660 хектара. Включен е в Мрежата на националните паркове и е една от първите природни местности, които са защитени от закона.
На 9 юли 2003 година паркът е включен в проекта на Организацията на Обединените нации за образование, наука и култура (ЮНЕСКО) „Защита на биосферата“. Той се намира между автономните области Кастилия и Леон, Княжество Астурия и Кантабрия. Най-високата точка на парка се намира на 2648 метра надморска височина, където е разположен връх Торесередо (торе – кула, серо - хълм), а най-ниската е р. Дева на 75 метра н.м., което предполага разлика от 2573 метра.
Богатството на флората и фауната в тази защитена местност е заложено в различните видове гори, които покриват територията на парка. Там се срещат редица защитени видове като глухара, брадатия лешояд и кафявата мечка.